# Hampton & Richmond Borough FC

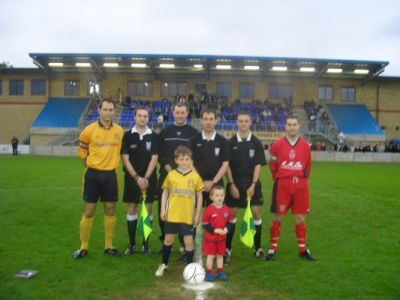
Hampton & Richmond vs Slough Town en la final de la Isthmian League Cup de 2005.

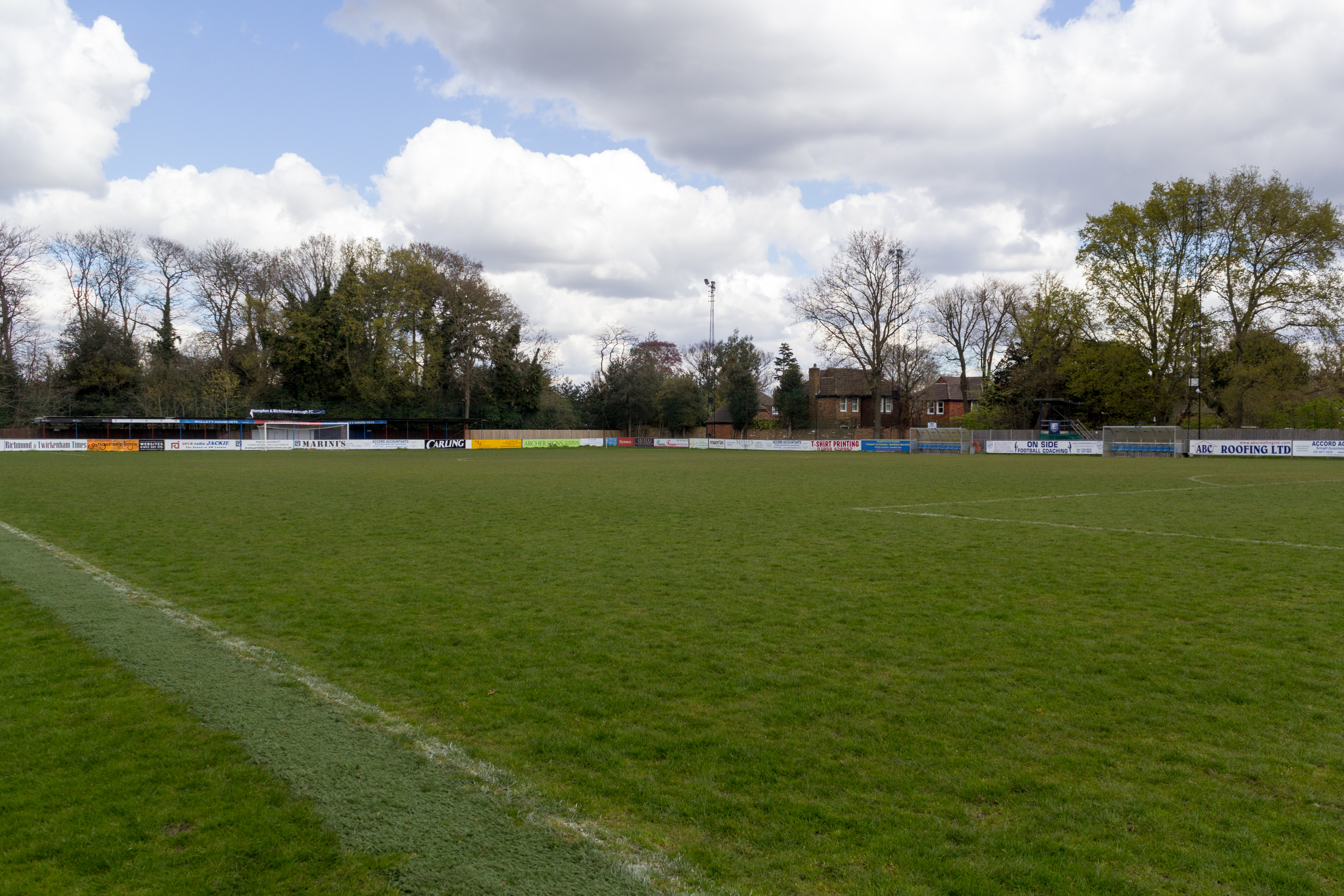
Beveree Stadium en abril de 2016.

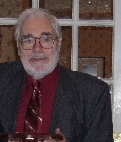
Alan Simpson, presidente del club en los años 1950.

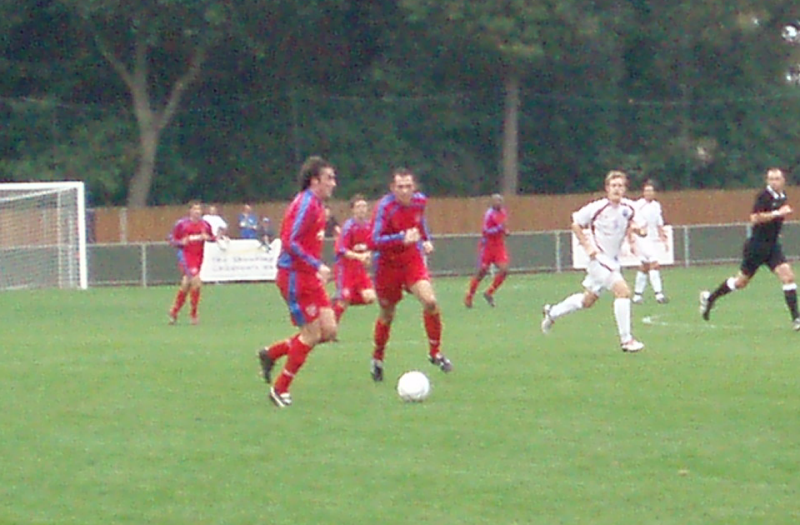
Partidos de la temporada 2006–07 vs Billericay Town.

El Hampton & Richmond Borough FC es un equipo de fútbol de Inglaterra que juega en la Conference South.

## Historia
Fue fundado en el año 1921 en el suburbio de Hampton, Londres de Richmond upon Thames con el nombre Hampton FC hasta que lo cambiaron por su nombre actual en 1999. Actualmente es el único equipo de fútbol de Richmond upon Thames, que es más conocido por sus equipos de rugby union.

## Palmarés
- - Isthmian League Premier Division: 2

2006–07, 2015–16
- Spartan League: 4
  - Champions 1964–65, 1965–66, 1966–67, 1969–70[1]
- FA Cup
  - Mejor participación: Primera ronda 2000–01, 2007–08, 2018–19,[2] 2020–21
- FA Trophy
  - Mejor participación: Cuarta ronda 2001–02 (antes de la reorganización de 2005–06); Tercera ronda 2011–12 (formato actual)
- Middlesex Senior Cup: 4

2005–06, 2007–08, 2011–12, 2013–14 2016–17
- Middlesex Super Cup: 2

1999–2000 y 2006–07

## Rivalidades
Su principal rival es el Staines Town FC con quien juega el Thames-side Derby, la cual inicío hace más de 40 años, aunque con los años y con la cantidad de veces que se han enfrentado entre sí en la misma categoría también ha desarrrollado rivalidades con AFC Wimbledon, Walton & Hersham, Molesey, Chertsey Town Kingstonian FC y Walton Casuals.